# Йохан Адолф фон Анхалт-Цербст
Йохан Адолф фон Анхалт-Цербст (на немски: Johann Adolf von Anhalt-Zerbst; * 2 декември 1654 в Цербст; † 19 март 1726 в Цербст) от род Аскани е принц от Анхалт-Цербст, военен и поет на църковни песни. 
Той е петият син на княз Йохан VI фон Анхалт-Цербст (1621 - 1667) и съпругата му София Августа (1630 – 1680), дъщеря на херцог Фридрих III фон Холщайн-Готорп и Мария Елизабет Саксонска. След смъртта на баща му той е под опекунството на майка му, на ландграф Лудвиг VI фон Хесен-Дармщат и княз Йохан Георг II фон Анхалт-Десау.
Той започва военна служба през 1674 г. на Брауншвайг-Люнебург. През 1684 г. се присъединява към маркграф Лудвиг Вилхелм фон Баден-Баден в похода му против турците. След това участва във войната против французите.
Той пише религиозни песни, член е на литертурното общество „Fruchtbringende Gesellschaft“. През 1712 г. участва при коронизацията на император Карл VI и получава там „Хубертовия орден“.
Йохан Адолф умира неженен и бездетен. През последните си години той се грижи за църквите и бедните. Погребан е в църквата Бартоломей в Цербст.